# Gum 17
Gum 17, nota anche come RCW 33, è un'estesa nebulosa a emissione visibile nella costellazione delle Vele.
Si individua nella parte nordoccidentale della costellazione, a circa un quarto della distanza angolare fra le stelle Suhail (λ Velorum) e Naos (ζ Puppis); appare come un'estesa e debole macchia irregolare, ben rilevabile e fotografabile con l'ausilio di filtri attraverso un telescopio di media potenza. La sua declinazione fortemente australe comporta che dalle regioni boreali la sua osservazione sia particolarmente difficoltosa dalla fascia temperata inferiore, mentre a nord del 48°N è sempre invisibile. Dall'emisfero australe invece è osservabile per quasi tutte le notti dell'anno. Il periodo migliore per la sua osservazione nel cielo serale va da dicembre a maggio.
La sua posizione galattica è oggetto di controversie: secondo alcuni studi infatti essa sarebbe associata alla gigante blu HD 75759, situata a circa 1000 parsec (circa 3300 anni luce) di distanza; se ciò fosse vero, questa nebulosa sarebbe fisicamente legata al Vela Molecular Ridge, un grande complesso nebuloso molecolare, e in particolare alla nube molecolare denominata VMR D. Vi sarebbero anche altre stelle responsabili della ionizzazione dei suoi gas, come ad esempio HD 75724. La regione di formazione stellare a cui viene associata è indicata come Avedisova 2169 nell'omonimo catalogo edito nel 2002. Secondo altri studi invece, questa nube sarebbe associata al giovane ammasso aperto Tr 10, situato sul bordo sudoccidentale della nebulosa, la cui distanza si aggira però attorno ai 420 parsec (1370 anni luce); se così fosse, Gum 17 non farebbe parte del complesso del Vela Molecular Ridge, ma si troverebbe a circa 500 parsec da esso in direzione del Sole, a una distanza paragonabile a quella della Nebulosa di Gum e all'associazione Vela OB2 (Cr 173).
All'interno della nebulosa sono note diverse sorgenti IRAS, le cui caratteristiche spettrali sono paragonabili a quelle dei giovani oggetti stellari giovani di Classe I, probabilmente stelle T Tauri; quest'associazione di giovani stelle è stata denominata con la sigla Vela T2. La presenza di queste stelle costituisce la prova che nella nube sono stati attivi in un passato astronomicamente recenti dei fenomeni di formazione stellare.